# Grange (comté de Sligo)
Pour les articles homonymes, voir Grange (homonymie).
Grange est un village sur la N15 du comté de Sligo, Irlande.

## Géographie
Situé dans une zone de beauté exceptionnelle entre Benbulben montagne et l'Océan Atlantique. Streedagh, un townland près de Grange, est le lieu d'une grande plage de sable, trois épaves de l'Armada espagnole et une lagune d'eau salée qui est une zone de conservation spéciale. Streedagh Strand est aussi une destination de surf populaire.

## Personnalité liée à la commune
- Lola Montez y est née.